# Britská čtvrť

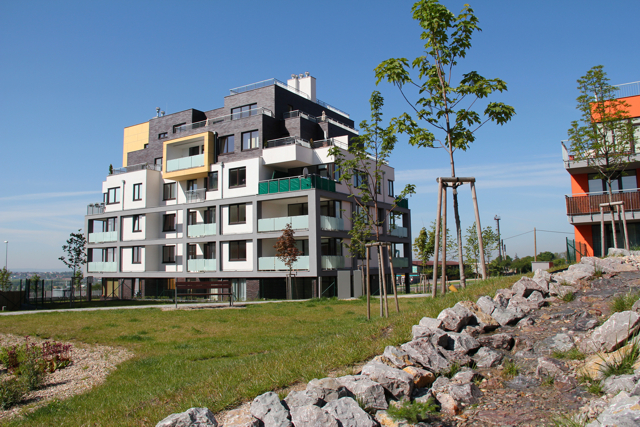
Bytové domy rezidenčního projektu Britská čtvrť

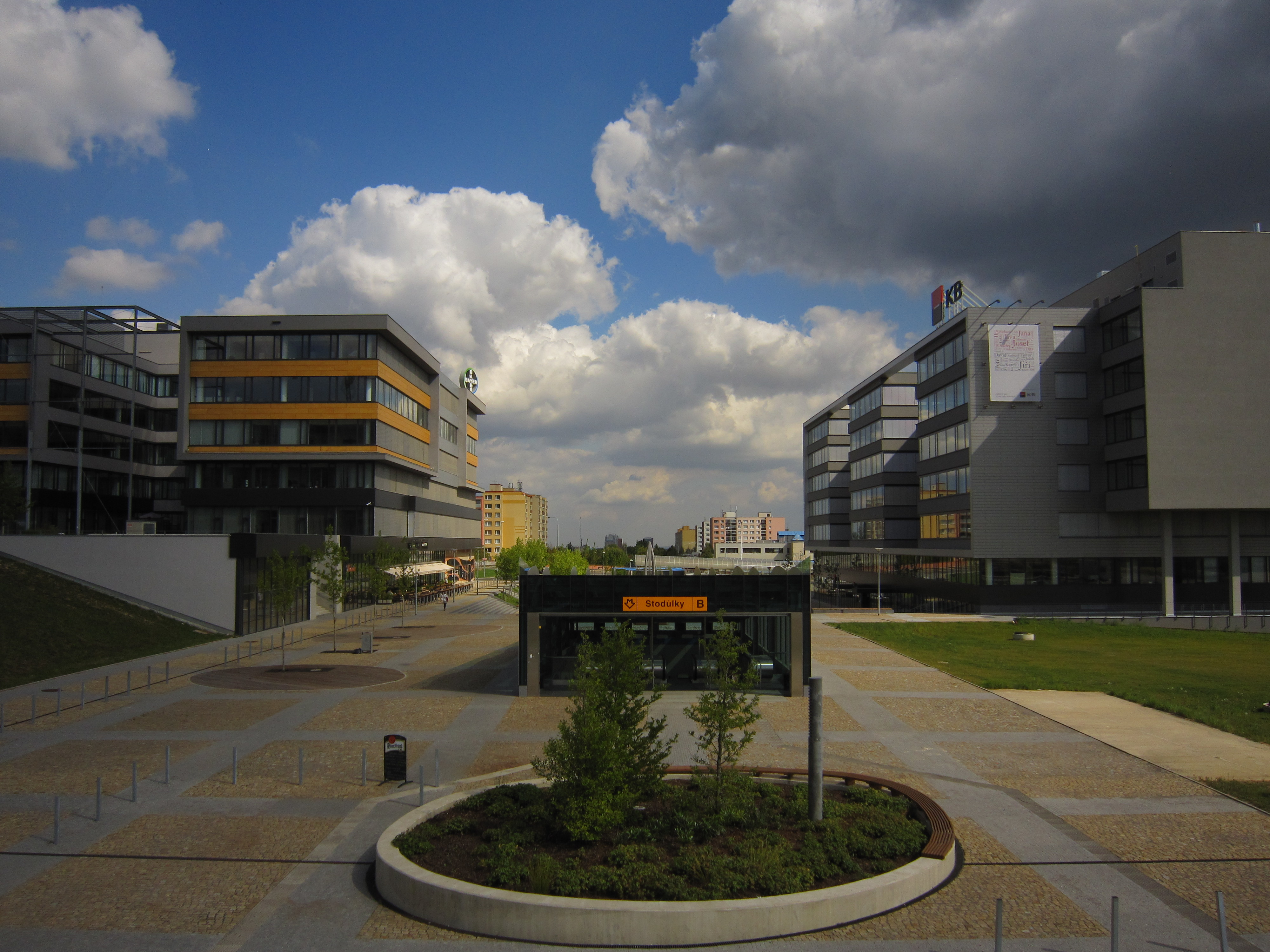
Pohled na centrální náměstí Západního Města, které již od roku 2006 postupně vzniká na území pražských Stodůlek.

Britská čtvrť je první rezidenční projekt tvořený bytovými a rodinnými domy, který již od roku 2006 postupně vzniká v rámci výstavby nové městské čtvrti Západní Město v lokalitě pražských Stodůlek (Praha 13). Autory projektu jsou ABM architekti (Britská čtvrť) a architektonický ateliér ADR s.r.o. (City West). 
Historie Britské čtvrti se začala psát v roce 2007, kdy byla zahájena první etapa výstavby. Ta byla dokončena v roce 2010 a vzniklo v ní 298 nových bytů v devíti bytových domech, dětské hřiště a vyhlídkové jezírko s dřevěnou lávkou. V dalších čtyřech etapách vzniklo 375 bytů.  Na jaře 2015 se nacházela ve stádiu výstavby již šestá etapa projektu a další byly ve stádiu přípravy. 
V letech 2007–2015 bylo na Západním Městě postaveno 673 nových bytů celkem v pěti etapách projektu Britská čtvrť a 5 kancelářských budov v projektu City West. Své sídlo si zde našly významné české i nadnárodní společnosti (Vodafone, Bayer, Siemens, Hyundai, Komerční banka a další). Vzniklo zde nové centrální náměstí s novými obchody a službami, na kterém se nachází nový vstup do metra. Zdejší rezidenti mohou již nyní využívat řadu nových služeb, které pravidelně přibývají. Příkladem je Billa, restaurace značky Pilsner Urquell Bekovka, banka, Sushi bar a řada dalších. 
V polovině roku 2022 je na Britské čtvrti zrealizováno, po startu XV etapy výstavby, více než 1700 bytů v osobním nebo družstevním vlastnictví a od roku 2008 i téměř devět desítek rodinných domů. A k tomu přes 100 tisíc metrů čtverečných administrativních ploch v komplexu CITY WEST. Novou značkou v City West zde bude i společnost LIDL.
Nyní je zde již i více zelených ploch, co do rozlohy, větších než je plocha Václavského náměstí, desítky komerčních ploch, několik menších a jedno velké dětské hřiště s hracími prvky, venkovní posilovna a v neposlední řadě finišujeme s otevřením multifunkčního sportovního hřiště (podzim 2022). Aktuálně je zde ve výstavbě i nový přírodní park. Nachází se zde knihobudka v podobě klasické britské telefonní stanice.

## Galerie

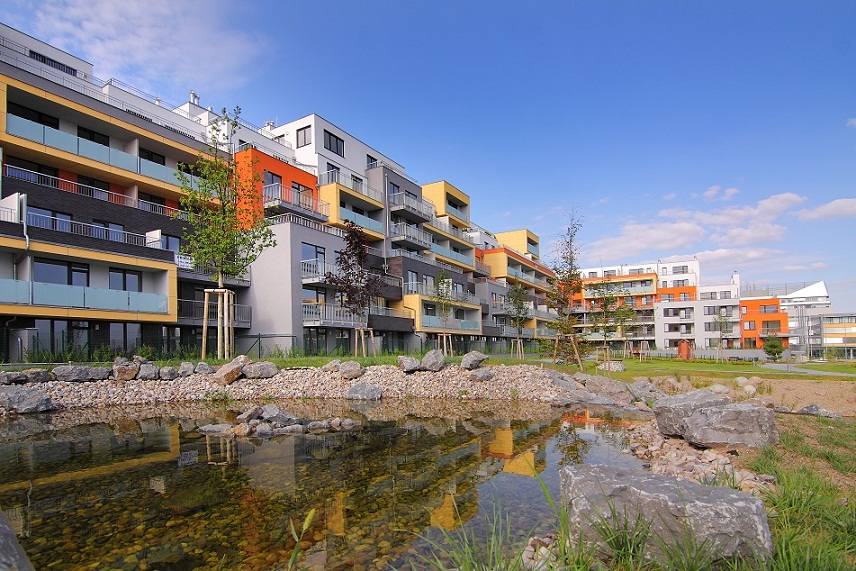
Dokončené domy se zelení v rámci jednotlivých etap výstavby Stodůlky - Britská Čtvrť
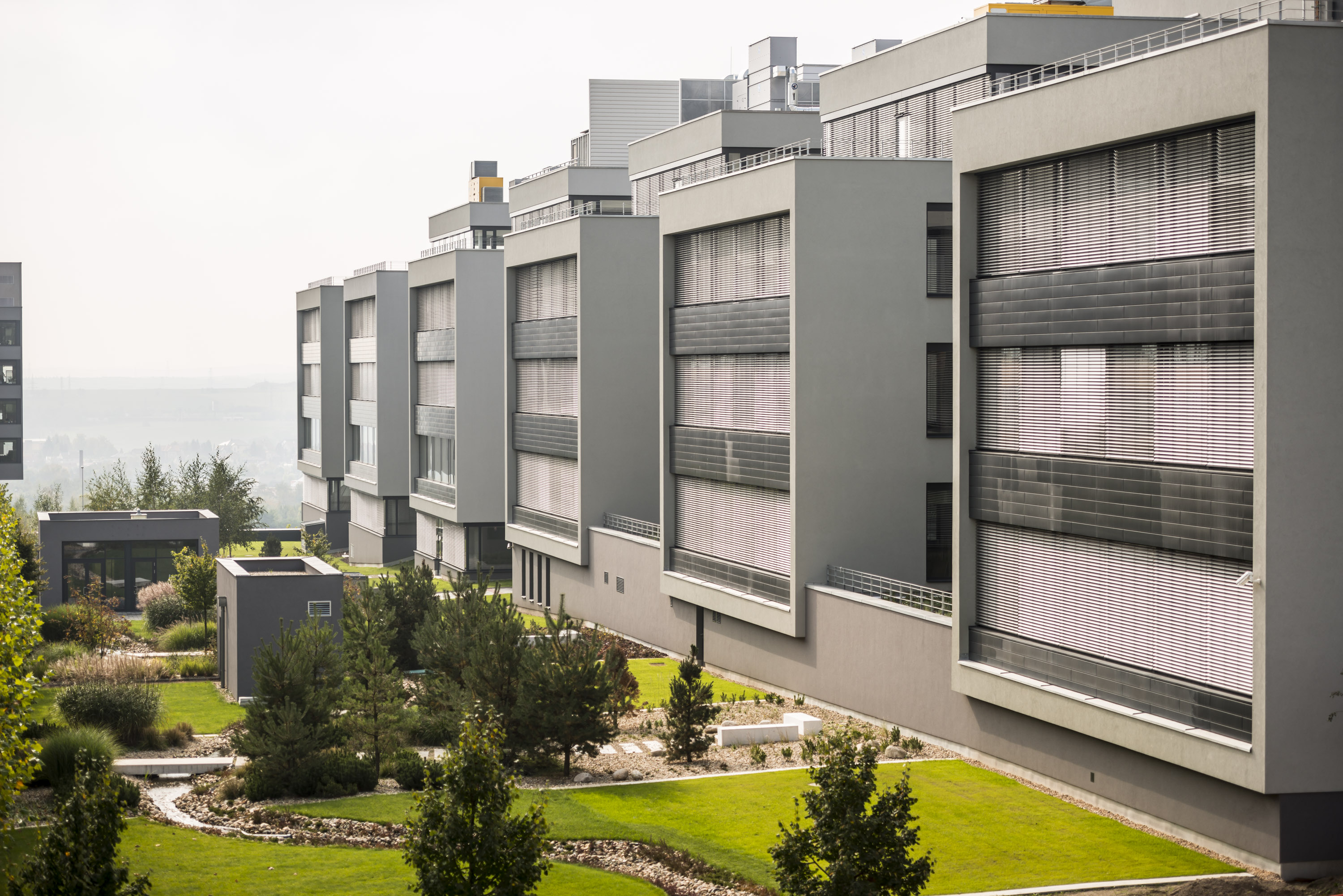
Administrativní budovy v rámci komplexu City West
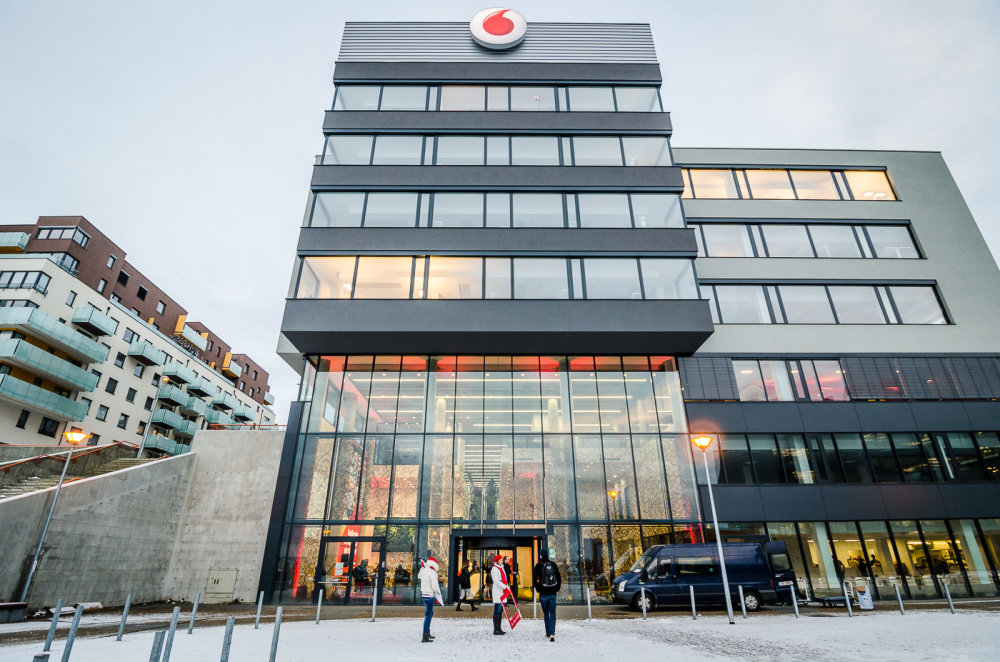
Budova společnosti Vodafone
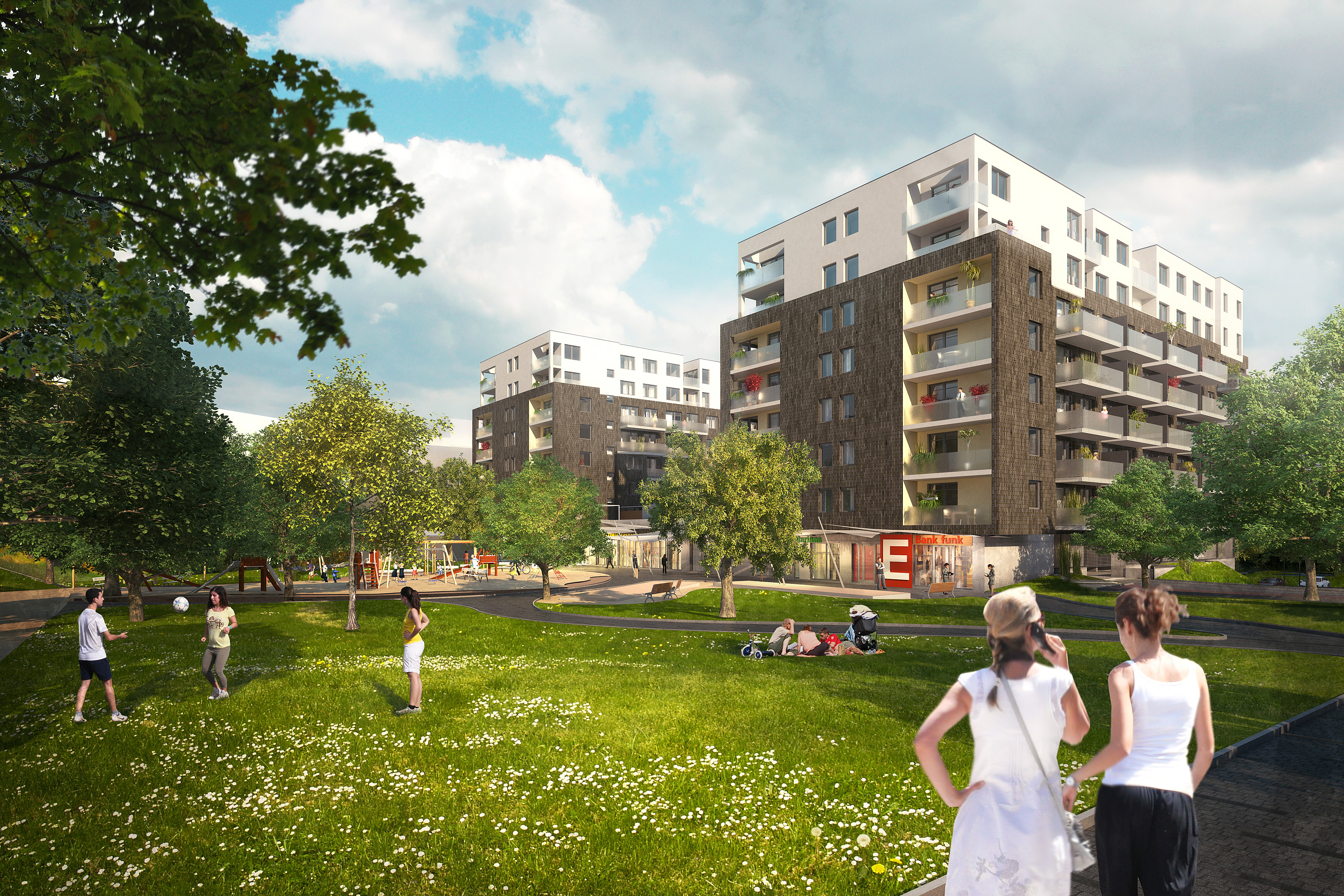
Plánovaný nově vybudovaný park pro obyvatele Britské čtvrti